# 小行星10856
小行星10856（10856 Bechstein）是一颗绕太阳运转的小行星，为主小行星带小行星。该小行星于1995年3月4日发现。

## 轨道参数
小行星10856的轨道半长轴为3.1654536 UA，离心率为0.242。